# Palicourea buchtienii
Palicourea buchtienii är en måreväxtart som beskrevs av Paul Carpenter Standley. Palicourea buchtienii ingår i släktet Palicourea och familjen måreväxter. Inga underarter finns listade i Catalogue of Life.